# Theodor Râșcanu
Theodor Aug. Râșcanu (Rășcanu, Rîșcanu) (n. 4 noiembrie 1888, Iași – d. 2 iulie 1952, Vaslui) a fost un scriitor, publicist, jurnalist, genealogist și memorialist român.

## Biografie

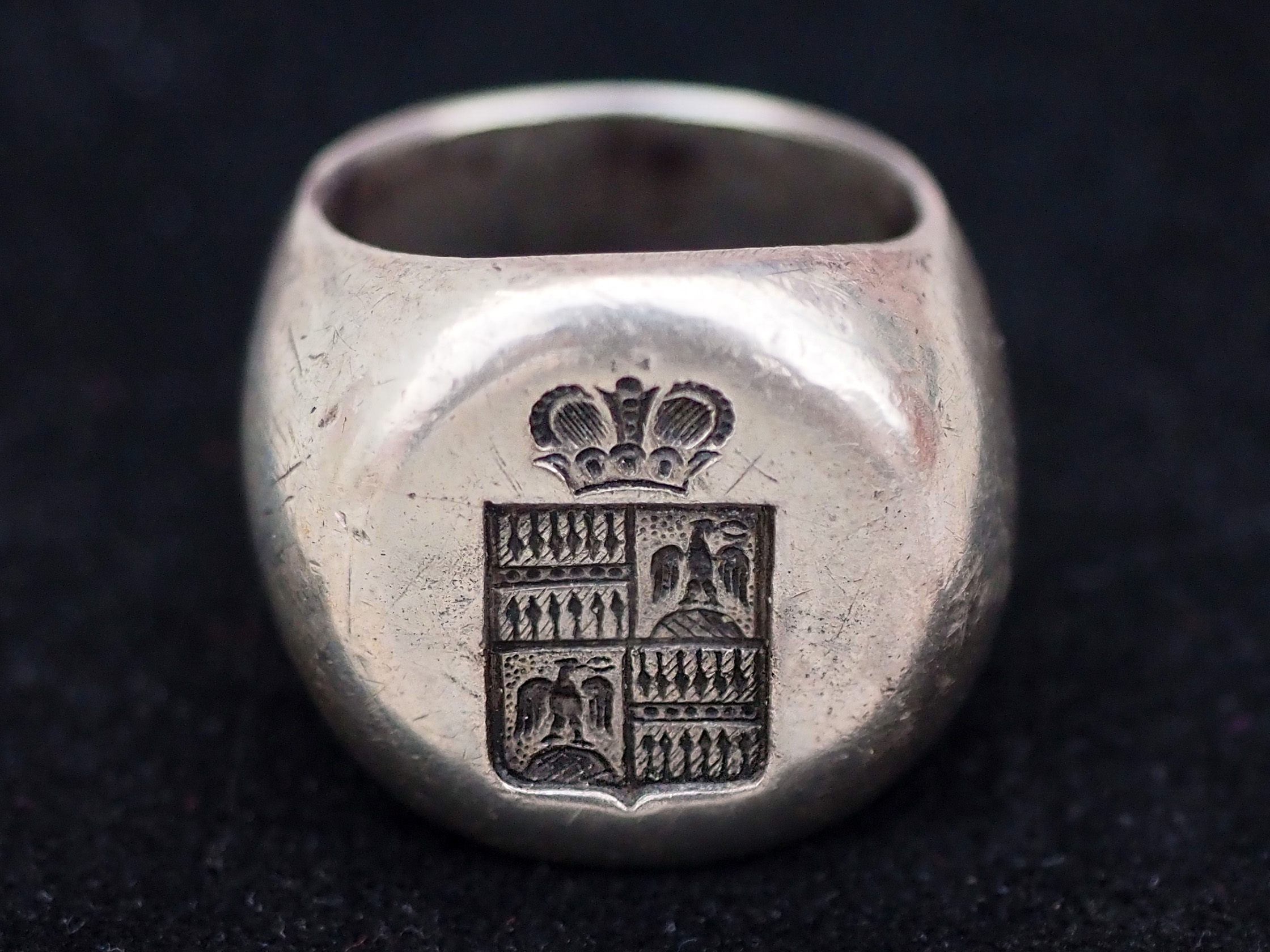
Inelul-sigiliu de argint al lui Theodor Râșcanu, cu blazonul reunit al familiilor părinților săi, Râșcanu și Ghica.

Membru al familiei Râșcanu, veche familie de boieri moldoveni cu rădăcini în vremea descălecătorului Bogdan I
. Este fiul lui August Râșcanu și al Mariei Ghica și nepot de fiu al pașoptistului Teodor Râșcanu, important adversar politic al lui Mihail Sturdza Vodă. După clasele 1-6 făcute în particular a frecventat Liceul Național din Iași. A studiat la Facultatea de Drept a Universității din Iași obținând licența în 1910. Și-a luat doctoratul cu tema economică „Problema Pământului”. A participat la campania din Bulgaria în 1914 și a fost decorat dupǎ Bătălia de la Mărășești din 1917. A fost un timp avocat al baroului din Iași și a avut o scurtǎ slujbǎ administrativǎ, de secretar al Consiliului Județean Vaslui, după care a trǎit ca liber profesionist cu douǎ pasiuni: publicistica și literatura. În 1935 a devenit membru al Societății Scriitorilor Români.
Genealogia sa cu încrengături în familiile multor personalități marcante moldovene, ctitoriile bisericești ale Rășcăneștilor precum și educația aleasă dar foarte severă a mamei sale, Maria Ghica, au fost elemente care i-au determinat caracterul, întreaga sa viață și activitate profesională. Alături de Nicolae Iorga și Constantin Giurescu, s-a angajat pentru infiițarea unui institut de genealogie și heraldică. În 1943 a fondat, împreună cu alți genealogiști „Cercul Genealogiștilor Români” care a funcționat până în 1945.
Natura sa idealistǎ și nonconformistǎ l-a fǎcut un perpetuu opozant al corupției, intrigii și arivismului. În anul 1914 a editat ziarul Cuvântul Vasluiului, numai câteva numere, în care se angaja pentru drepturile țăranilor. Pe lângă prieteni care îi apreciau integritatea morală, și-a făcut și mulți dușmani datorită spiritului său critic, caustic și cinic. Nu a fost înregimentat politic, dar cu o prestanță rafinat-intelectuală a oscilat între convingeri dizident-conservatoare și înclinații idealiste de stânga. Mai apoi, dezgustat de realitatea socialisto-proletară și în general de evoluția evenimentelor de după 1944, a căzut în cele din urmă victimă sistemului bolșevic implementat cu forța în România. Pe data de 29 iulie 1952, fiind urmărit pentru a fi arestat, a sfârșit tragic prin suicid. A fost înmormântat în cimitirul "Eternitatea" din Vaslui.

## Activitatea publicistică și editorială
- Editează periodice proprii la Iași, București și Vaslui: Politica unde semnează cu pseudonimul Criton (Iași 1913-1919), Cuvântul Vasluiului (Vaslui, 1914), Gândul liber (Iași 1920), Crai Nou (Vaslui, 1920), Lumină! (Vaslui, 1928-1930), Criza (București, 1935)
- Redactează revista Acțiunea (1940-1944)
- A colaborat la alte multe publicații: Timpul, Dacia literară, Cuvântul (Iași), Evenimentul (Iași), Adevărul, Adevărul literar și artistic, Vremea, Viața românească, Aurora, Gândirea, Epoca, Flacăra, Revista Fundațiilor Regale, Tribuna, America Roumanian News, Conservatorul ș.a.

## Opera

### Romane
- Acea care trebuia iubită, roman, Editura Viața Românească, Iași, 1926
- Ileana lupului, roman, Editura Alcalay, București, 1934
- Ruginoasa, roman istoric, Editura Vremea, București, 1939, Editura Porțile Orientului, Iași, 2002
- Banul... ochiul dracului, roman, Editura Cugetarea Georgescu Delafras, București, 1941
- Dragoste în furtună, roman, Editura Contemporană, București, 1942
- Fermecătorul Hrisoverghi, roman istoric și biografic, Editura Contemporană, București, 1943
- Răzvrătitul Toderiță, roman istoric și biografic, Editura Kunsthalle, Mühlheim am Main - Germania, 2009, 2023.

Este o adevărată reconstituire istorică a vieții bunicului autorului, pașoptistul Teodor Râșcanu, și în general a perioadei pașoptiste până imediat după Unirea Principatelor Române.
- Pui de cuc, roman de dragoste și de critică socială, Editura Kunsthalle, Mühlheim am Main - Germania, 2009, 2023.

Este o frescă a începutului de secol XX, reconstituită din imagini filtrate prin monoclul critic și ironic al „conului Toto”, cărturarul de la Buhăiești.
- Vârtejul, roman
- Promoția 1907, roman cu caracter autobiografic cu tușe caricaturale de pamflet social, scris sub pseudonimul Promoția 1907. A fost publicat numai parțial ca foileton în ziarul Epoca, 1935. Publicarea completă a fost suspendată datorită intervenției unor contemporani care s-au recunoscut în personajele romanului.

### Alte scrieri
- Pagini intime, versuri, Editura H. Goidner, Iași, 1905
- Spre Sofia cu Reg-tul 8 Artilerie (notele unui voluntar), o cronică profund realistă, Editura N. V. Ștefănescu, Iași, 1914
- Răfuiala cea mare (1914-1916), schiță istorică, Editura N. V. Ștefănescu, Iași, 1916
- Un pretendent la tronul Albaniei, schiță istorică, revista „Din trecutul nostru”, 1939
- Amintiri, autobiografie

### Traduceri de versuri
- din Henri de Régnier în Mișcarea (1912)
- din Charles Leconte de Lisle, José María de Heredia, Paul Bourget în Cuvântul (1913)

## Сitate
„Ne-am imaginat că lucrile se vor petrece cum s-au petrecut cu unirea principatelor Dunărene când Moldova - idealistă și blajină - și-a mutat domnitorul de la Iași la București și s-a pus sub protectoratul Munteniei renunțând la orice viață autonomă și regională. Jertfa Moldoviei n-a fost nici înțeleasă nici apreciată. De pe urma acestei jertfe - adevărată sinucidere - Moldova și nici Iașul nu s-au mai ridicat niciodată. Capitala moldovenească a rămas azi doar un cavou al amintirilor istorice...”
Theodor Râșcanu

## Aprecieri critice
- Dan Berindei, academician, vicepreședinte al  Academiei Române, scria cu privire la romanul Răzvrătitul Toderiță: Autorul a făcut în această carte o adevărată reconstituire istorică, chiar el mărturisind că „anecdotica este absolut reală” și că de fapt romanul se situează „la marginea dintre istorie și literatură” deoarece fantezia și ficțiunea le-a folosit „numai atunci și numai acolo unde a lipsit documentul autentic.[9]
- Iurie Colesnic, editor, scria în 2002: Theodor Râșcanu este un scriitor uitat pe nedrept care a rămas, dincolo de interesul nostru, un autor necunoscut cu o operă publicistică interesantă, concepută de un spirit polemic. Au rămas sute de pagini memorialistice, mărturii de epocă extrem de valoroase, unele, tipărite în diverse ziare și reviste uitate, altele, rămase în pagini de manuscris, așteptandu-și cu răbdare cititorul. Doar prin editarea operei se va reuși readucerea în actualitate a merituosului romancier, cercetător al istoriei, memorialist și om de cultură.[10]
- Gheorghe G. Bezviconi, istoric, membru corespondent al Academiei Române, scria în 1943: Sunt oameni care, prin felul lor de a fi și de a vorbi, prin spiritul și temperamentul lor, supără pe cei dimprejur. Ei spun, uneori, prea mult adevăr încât se acresc cu timpul și văd totul printr-un monoclu cenușiu. Așa este Theodor Râșcanu, romancier, publicist și gazetar, ale cărui foiletoane cu „parfum de altădată” sunt deja cunoscute cititorilor... Ca romancier, mai ales al vremurilor trecute, Râșcanu este admirabil. Cu nerăbdare așteptăm orice pagină scrisă de el, fie o evocare a altor vremi, fie o amintire din copilărie, fie numai un rând despre Iașii vremurilor apuse. Impresionante contraste, ciudate antiteze și divergente impulsiuni se împletesc în personalitatea acestui sui generis singuratic și inaderent. Este ziaristul panfletar de odinioară și omul cafenelei bucureștene, care se îmbină cu alesul cărturar de la Buhăiești. Este un produs și al Parisului care la „Capșa” a retrăit clipele zbuciumate de pe malurile Senei. „Capșa” s-a închis și cel din urmă a plecat „conu Toto”.[11]